# Leo Baeck College

O Leo Baeck College é uma tradicional escola judaica localizada no norte de Londres. A sua vocação é de treinar rabinos para o judaismo progresista. O Leo Baeck College foi fundado em 1956 por o rabino Werner Van der Zyl, e recebeu o seu nome depois da morte do rabino Leo Baeck. A partir de 1967, o College aceitou de treinar mulheres e a primeira rabina foi ordenada em 1975. Dentre outros rabinos, o Leo Baeck College ordenou Danny Rich, Laura Janner-Klausner,  Pauline Bebe e Haim Casas, o primeiro rabino que nasceu em Cordoba desde a expulsão dos judeus de Espanha em 1492. Karen Armstrong foi leitora no College.